# فرودگاه پنجاب
فرودگاه پنجاب (انگلیسی: Panjab Airport) یک فرودگاه عمومی است که در نزدیکی پنجاب، بامیان، افغانستان واقع شده است.